# Miomantis multipunctata
Miomantis multipunctata är en bönsyrseart som beskrevs av Werner 1915. Miomantis multipunctata ingår i släktet Miomantis och familjen Mantidae. Inga underarter finns listade i Catalogue of Life.